# ایندیکان
ایندیکان (به انگلیسی: Indican) با فرمول شیمیایی C۱۴H۱۷NO۶ یک ترکیب شیمیایی با شناسه پاب‌کم ۴۴۱۵۶۴ است. که جرم مولی آن ۲۹۵٫۲۹ g/mol می‌باشد. 